# 92. Oscar-gála
A 92. Oscar-gálán az Amerikai Filmművészetek és Filmtudományok Akadémiája (AMPAS) a 2019-es év legjobb filmjeit és filmeseit részesítette elismerésben. A díjátadó ceremóniát 2020. február 9-én rendezték a Dolby Színházban Los Angelesben, helyi idő szerint 17:00 órától (hazai idő szerint február 10-én 02:00 órától). A ceremónia alatt az Akadémia 24 kategóriában díjazta az alkotásokat. Az eseményt Amerikában az ABC televízió társaság, Magyarországon a Moziverzum sugározta.
A díjra jelöltek névsorát 2020. január 13-án jelentette a Beverly Hills-i Samuel Goldwyn Színházban John Cho színész és Issa Rae színész, rendező és producernő.
2019 áprilisi ülésén az Oscar-díjakat odaítélő AMPAS megváltoztatta a korábbi legjobb idegen nyelvű film kategória elnevezését; a nem amerikai nagyjátékfilmek ettől az évtől kezdve a legjobb nemzetközi játékfilm (best international feature film) kategóriában versenyeztek. A kategória egyéb szabályai nem változtak, azonban a díj szűkített listájára hét helyett 2020-tól már tíz film kerülhetett fel.
A legtöbb jelölést, szám szerint tizenegyet a Joker, míg a legtöbb díjat, négyet az Élősködők kapta. Utóbbi film lett az első az Oscar-díj történetében, amely mind a legjobb film, mind pedig a legjobb idegen nyelvű film kategóriában díjat nyert.

## Az Oscar-szezon menetrendje
| Dátum             | Esemény                                                    |
| ----------------- | ---------------------------------------------------------- |
| 2019. október 27. | A Kormányzók díjainak (Tiszteletbeli Oscar-díjak) átadása. |
| 2020. január 2.   | A jelöltekről történő szavazás megkezdése.                 |
| 2020. január 7.   | A jelöltekről történő szavazás lezárása.                   |
| 2020. január 13.  | A jelöltek bejelentése.                                    |
| 2020. január 27.  | A jelöltek ünnepi ebédje.                                  |
| 2020. január 30.  | A végső szavazás megkezdése.                               |
| 2020. február 4.  | A végső szavazás lezárása.                                 |
| 2020. február 9.  | A 92. díjátadó Oscar-gála.                                 |

## Díjazottak és jelöltek

### Díjak
A nyertesek az első helyen sorolva és félkövérrel szedve.
| Legjobb film | Legjobb rendező |
| --- | --- |
| - Élősködők - 1917 - Az aszfalt királyai - Az ír - Házassági történet - Jojo Nyuszi - Joker - Kisasszonyok - Volt egyszer egy Hollywood | - Pong Dzsunho (봉준호, Bong Joon-ho) – Élősködők - Sam Mendes – 1917 - Todd Phillips – Joker - Martin Scorsese – Az ír - Quentin Tarantino – Volt egyszer egy Hollywood |
| Legjobb férfi főszereplő | Legjobb női főszereplő |
| - Joaquin Phoenix – Joker mint Arthur Fleck / Joker - Antonio Banderas – Fájdalom és dicsőség mint Salvador Mallo - Leonardo DiCaprio – Volt egyszer egy Hollywood mint Rick Dalton - Adam Driver – Házassági történet mint Charlie Barber - Jonathan Pryce – A két pápa mint Jorge Mario Bergoglio bíboros                                                                           | - Renée Zellweger – Judy mint Judy Garland - Cynthia Erivo – Harriet mint Harriet Tubman - Scarlett Johansson – Házassági történet mint Nicole Barber - Saoirse Ronan – Kisasszonyok mint Josephine "Jo" March - Charlize Theron – Botrány mint Megyn Kelly |
| Legjobb férfi mellékszereplő | Legjobb női mellékszereplő |
| - Brad Pitt – Volt egyszer egy Hollywood mint Cliff Booth - Tom Hanks – Egy kivételes barát mint Fred Rogers - Anthony Hopkins – A két pápa mint XVI. Benedek pápa - Al Pacino – Az ír mint Jimmy Hoffa - Joe Pesci – Az ír mint Russell Bufalino | - Laura Dern – Házassági történet mint Nora Fanshaw - Kathy Bates – Richard Jewell balladája mint Barbara "Bobi" Jewell - Scarlett Johansson – Jojo Nyuszi mint Rosie Betzler - Florence Pugh – Kisasszonyok mint Amy March - Margot Robbie – Botrány mint Kayla Pospisil |
| Legjobb eredeti forgatókönyv | Legjobb adaptált forgatókönyv |
| - Élősködők – Pong Dzsunho (봉준호, Bong Joon-ho) és Han Dzsinvon (한진원, Han Jin-won) - 1917 - Sam Mendes és Krysty Wilson-Cairns - Házassági történet – Noah Baumbach - Tőrbe ejtve – Rian Johnson - Volt egyszer egy Hollywood – Quentin Tarantino ötlete alapján | - Jojo Nyuszi – Taika Waititi, Christine Leunens: Cellába zárva c. regénye alapján - A két pápa – Anthony McCarten, saját, A két pápa c. műve alapján - Az ír – Steven Zaillian, Charles Brandt: „Hallom, szobafestő vagy!” c. regénye alapján - Joker – Todd Phillips és Scott Silver, Bill Finger, Bob Kane és Jerry Robinson által megalkotott karakterek alapján - Kisasszonyok – Greta Gerwig, Louisa May Alcott: Kisasszonyok c. regénye alapján                             |
| Legjobb animációs film | Legjobb idegen nyelvű film |
| - Toy Story 4. – Josh Cooley, Jonas Rivera és Mark Nielsen - A hiányzó láncszem – Chris Butler, Arianne Sutner és Travis Knight - Így neveld a sárkányodat 3. – Dean DeBlois, Bonnie Arnold és Brad Lewis - Keresem a testem – Jérémy Clapin és Marc du Pontavice - Klaus – A karácsony titkos története – Sergio Pablos, Jinko Gotoh és Marisa Román                                 | - Élősködők (koreaiul) – rendező: Pong Dzsunho (봉준호, Bong Joon-ho) - Corpus Christi (lengyelül) – rendező: Jan Komasa - Fájdalom és dicsőség (spanyolul) – rendező: Pedro Almodóvar - Méz – királynő (törökül) – rendező: Tamara Kotevska és Ljubomir Stefanov - Nyomorultak (franciául) – rendező: Ladj Ly |
| Legjobb dokumentumfilm | Legjobb rövid dokumentumfilm |
| - Az amerikai gyáregység – Steven Bognar, Julia Reichert és Jeff Reichert - Az underground kórház – Feras Fayyad, Kirstine Barfod és Sigrid Dyekjær - Kislányomnak, Sama-nak – Waad Al-Kateab és Edward Watts - Méz – királynő – Ljubo Stefanov, Tamara Kotevska és Atanas Georgiev - The Edge of Democracy – Petra Costa, Joanna Natasegara, Shane Boris és Tiago Pavan              | - Learning to Skateboard in a Warzone (If You're a Girl) – Carol Dysinger és Elena Andreicheva - In the Absence – Yi Seung-Jun és Gary Byung-Seok Kam - Life Overtakes Me – John Haptas és Kristine Samuelson - St. Louis Superman – Smriti Mundhra és Sami Khan - Walk Run Cha-Cha – Laura Nix és Colette Sandstedt |
| Legjobb élőszereplős rövidfilm | Legjobb animációs rövidfilm |
| - The Neighbors' Window – Marshall Curry - A Sister – Delphine Girard - Brotherhood – Meryam Joobeur és Maria Gracia Turgeon - Nefta Futball Klub – Yves Piat és Damien Megherbi - Saria – Bryan Buckley és Matt Lefebvre | - Hair Love – Matthew A. Cherry és Karen Rupert Toliver - Dcera (Daughter) – Daria Kashcheeva - Kitbull – Rosana Sullivan és Kathryn Hendrickson - Memorable – Bruno Collet és Jean-François Le Corre - Sister – Siqi Song |
| Legjobb eredeti filmzene | Legjobb eredeti dal |
| - Joker – Hildur Guðnadóttir - 1917 – Thomas Newman - Házassági történet – Randy Newman - Kisasszonyok – Alexandre Desplat - Star Wars: Skywalker kora – John Williams | - „(I'm Gonna) Love Me Again” a Rocketman c. filmből – zene: Elton John; szöveg: Bernie Taupin - „I Can't Let You Throw Yourself Away” a Toy Story 4. c. filmből – zene és szöveg: Randy Newman - „I'm Standing with You” az Áttörés c. filmből – zene és szöveg: Diane Warren - „Into the Unknown” a Jégvarázs 2. c. filmből – zene és szöveg: Kristen Anderson-Lopez és Robert Lopez - „Stand Up” a Harriet c. filmből – zene és szöveg: Joshuah Brian Campbell és Cynthia Erivo |
| Legjobb hangvágás | Legjobb hangkeverés |
| - Az aszfalt királyai – Donald Sylvester - 1917 – Oliver Tarney és Rachael Tate - Joker – Alan Robert Murray - Star Wars: Skywalker kora – Matthew Wood és David Acord - Volt egyszer egy Hollywood – Wylie Stateman | - 1917 – Mark Taylor és Stuart Wilson - Ad Astra – Út a csillagokba – Gary Rydstrom, Tom Johnson és Mark Ulano - Az aszfalt királyai – Paul Massey, David Giammarco és Steven A. Morrow - Joker – Tom Ozanich, Dean Zupancic és Tod Maitland - Volt egyszer egy Hollywood – Michael Minkler, Christian P. Minkler és Mark Ulano |
| Legjobb látványtervezés | Legjobb operatőr |
| - Volt egyszer egy Hollywood – látványtervező: Barbara Ling; díszlet: Nancy Haigh - 1917 – látványtervező: Dennis Gassner; díszlet: Lee Sandales - Az ír – látványtervező: Bob Shaw; díszlet: Regina Graves - Élősködők – látványtervező: I Hadzsun (이하준, Lee Ha-joon); díszlet: Cso Vonvu (이하준, Cho Won-woo) - Jojo Nyuszi – látványtervező: Ra Vincent; díszlet: Nora Sopková | - 1917 – Roger Deakins - Az ír – Rodrigo Prieto - A világítótorony – Jarin Blaschke - Joker – Lawrence Sher - Volt egyszer egy Hollywood – Robert Richardson |
| Legjobb smink | Legjobb jelmez |
| - Botrány – Kazu Hiro, Anne Morgan és Vivian Baker - 1917 – Naomi Donne, Tristan Versluis és Rebecca Cole - Demóna: A sötétség úrnője – Paul Gooch, Arjen Tuiten és David White - Joker – Nicki Ledermann és Kay Georgiou - Judy – Jeremy Woodhead | - Kisasszonyok – Jacqueline Durran - Az ír – Sandy Powell és Christopher Peterson - Jojo Nyuszi – Mayes C. Rubeo - Joker – Mark Bridges - Volt egyszer egy Hollywood – Arianne Phillips |
| Legjobb vágás | Legjobb vizuális effektek |
| - Az aszfalt királyai – Andrew Buckland és Michael McCusker - Az ír – Thelma Schoonmaker - Élősködők – Jang Dzsinmo (양진모, Yang Jin-mo) - Jojo Nyuszi – Tom Eagles - Joker – Jeff Groth | - 1917 – Guillaume Rocheron, Greg Butler és Dominic Tuohy - Az ír – Pablo Helman, Leandro Estebecorena, Stephane Grabli és Nelson Sepulveda - Az oroszlánkirály – Robert Legato, Adam Valdez, Andrew R. Jones és Elliot Newman - Bosszúállók: Végjáték – Dan DeLeeuw, Matt Aitken, Russell Earl és Dan Sudick - Star Wars: Skywalker kora – Roger Guyett, Neal Scanlan, Patrick Tubach és Dominic Tuohy                                                                            |

## Kormányzók díja
Az Amerikai Filmművészetek és Filmtudományok Akadémiája 2019. október 27-én tartotta meg a 11. Kormányzók bálját.

### Tiszteletbeli Oscar-díj
- David Lynch amerikai filmrendező, forgatókönyvíró;[6]
- Wes Studi amerikai indián (cseroki) színész;[6]
- Lina Wertmüller olasz filmrendező, forgatókönyvíró.[6]

### Jean Hersholt Humanitárius Díj
- Geena Davis[6]

### Többszörös jelölések és elismerések
| Jelölés | Díj | Magyar cím                 | Eredeti cím                      |
| ------- | --- | -------------------------- | -------------------------------- |
| 11      | 2   | Joker                      | Joker                            |
| 10      | 3   | 1917                       | 1917                             |
| 10      | 0   | Az ír                      | The Irishman                     |
| 10      | 2   | Volt egyszer egy Hollywood | Once Upon a Time in Hollywood    |
| 6       | 4   | Élősködők                  | Parasite                         |
| 6       | 1   | Házassági történet         | Marriage Story                   |
| 6       | 1   | Jojo Nyuszi                | Jojo Rabbit                      |
| 6       | 1   | Kisasszonyok               | Little Women                     |
| 4       | 2   | Az aszfalt királyai        | Ford v Ferrari                   |
| 3       | 0   | A két pápa                 | The Two Popes                    |
| 3       | 1   | Botrány                    | Bombshell                        |
| 3       | 0   | Star Wars: Skywalker kora  | Star Wars: The Rise of Skywalker |
| 2       | 0   | Fájdalom és dicsőség       | Pain and Glory                   |
| 2       | 0   | Harriet                    | Harriet                          |
| 2       | 1   | Judy                       | Judy                             |
| 2       | 0   | Méz – királynő             | Honeyland                        |
| 2       | 1   | Toy Story 4.               | Toy Story 4                      |

## Díjátadók és előadók

### Díjátadók
A díjakat az alábbi személyek adtak át, vagy zeneművet adtak elő.
| Nevek                                  | Szerep |
| -------------------------------------- | --- |
| Melissa Disney                         | A 92. Oscar-díjátadás bejelentője                                                                                      |
| Steve Martin Chris Rock                | Regina King díjátadó személyének bejelentői                                                                            |
| Regina King                            | A legjobb férfi mellékszereplő díj átadója                                                                             |
| Beanie Feldstein                       | Mindy Kaling díjátadó felkonferálója                                                                                   |
| Mindy Kaling                           | A legjobb animációs film és a legjobb animációs rövidfilm díjak átadója                                                |
| Josh Gad                               | A legjobb eredeti betétdal díjra jelölt „Into the Unknown” felkonferálója                                              |
| Kelly Marie Tran                       | Diane Keaton és Keanu Reeves díjátadók felkonferálója                                                                  |
| Diane Keaton Keanu Reeves              | A legjobb adaptált forgatókönyv és legjobb eredeti forgatókönyv díjak átadói                                           |
| Timothée Chalamet Natalie Portman      | A legjobb adaptált forgatókönyv díj átadói                                                                             |
| Shia LaBeouf Zack Gottsagen            | A legjobb élőszereplős rövidfilm díj átadói                                                                            |
| Maya Rudolph Kristen Wiig              | A legjobb látványtervezés és legjobb jelmez díjak átadói                                                               |
| Mark Ruffalo                           | A legjobb dokumentumfilm és legjobb rövid dokumentumfilm díjak átadója                                                 |
| Mahershala Ali                         | A legjobb női mellékszereplő díj átadója                                                                               |
| Anthony Ramos                          | Lin-Manuel Miranda díjátadó felkonferálója                                                                             |
| Lin-Manuel Miranda                     | Eminem előadásának felkonferálója                                                                                      |
| Salma Hayek Oscar Isaac                | A legjobb hangvágás és a legjobb hangkeverés díjak átadói                                                              |
| Utkarsh Ambudkar                       | Will Ferrell és Julia Louis-Dreyfus díjátadók felkonferálója                                                           |
| Will Ferrell Julia Louis-Dreyfus       | A legjobb operatőr és legjobb vágás díjak átadói                                                                       |
| David Rubin, az AMPAS elnöke           | Tom Hanks díjátadó felkonferálója                                                                                      |
| Tom Hanks                              | A Filmművészeti és Filmtudományi Akadémia “OSCAR” múzeumának (Academy Museum of Motion Pictures) különleges bemutatója |
| Zazie Beetz                            | A legjobb eredeti betétdal díjra jelölt „Stand Up” felkonferálója                                                      |
| James Corden Rebel Wilson              | A legjobb vizuális effektek díj átadói                                                                                 |
| Sandra Oh Ray Romano                   | A legjobb smink és fodrász díj átadói                                                                                  |
| Penélope Cruz                          | A legjobb nemzetközi játékfilm díj átadója                                                                             |
| Taika Waititi                          | Gal Gadot, Sigourney Weaver és Brie Larson díjátadók felkonferálója                                                    |
| Gal Gadot Brie Larson Sigourney Weaver | A legjobb eredeti filmzene és legjobb eredeti betétdal díjak átadói                                                    |
| Spike Lee                              | A legjobb rendező díj átadója                                                                                          |
| Steven Spielberg                       | Az előző évben elhunytakra történő megemlékezés                                                                        |
| George MacKay                          | Olivia Colman díjátadó felkonferálója                                                                                  |
| Olivia Colman                          | A legjobb férfi főszereplő díj átadója                                                                                 |
| Rami Malek                             | A legjobb női főszereplő díj átadója                                                                                   |
| Jane Fonda                             | A legjobb film díj átadója                                                                                             |

### Előadók
| Név | Szerep  | Előadás                                                                              |
| --- | ------- | ------------------------------------------------------------------------------------ |
| Janelle Monáe Billy Porter | Előadók | „Won't You Be My Neighbor?” „Come Alive (The War of the Roses)” „I'm Still Standing” |
| Idina Menzel Aurora Aksnes Maria Lucia Heiberg Rosenberg Willemijn Verkaik Takako Matsu Carmen García Sáenz Lisa Stokke Katarzyna Łaska Anna Buturlina Gisela Wichayanee Pearklin | Előadók | „Into the Unknown” a Jégvarázs 2. című filmből                                       |
| Chrissy Metz | Előadó  | „I'm Standing with You” az Áttörés című filmből                                      |
| Eminem | Előadó  | „Lose Yourself” a 8 mérföld című filmből                                             |
| Randy Newman | Előadó  | „I Can't Let You Throw Yourself Away” a Toy Story 4. című filmből                    |
| Utkarsh Ambudkar | Előadó  | „Oscars Recap Rap”                                                                   |
| Cynthia Erivo | Előadó  | „Stand Up” a Harriet című filmből                                                    |
| Elton John | Előadó  | „(I'm Gonna) Love Me Again” a Rocketman című filmből                                 |
| Billie Eilish Finneas O'Connell | Előadó  | „Yesterday” (Beatles-dal) az elhunytakra való megemlékezés alatt                     |